# Saintes (quận)
Quận Saintes là một quận của Pháp, nằm ở tỉnh Charente-Maritime, ở vùng Nouvelle-Aquitaine. Quận này có 9 tổng và 107 xã.

## Các đơn vị hành chính

### Các tổng
Các tổng của quận Saintes là: 
1. Burie
2. Cozes
3. Gémozac
4. Pons
5. Saintes-Est
6. Saintes-Nord
7. Saintes-Ouest
8. Saint-Porchaire
9. Saujon

### Các xã
Các xã của quận Saintes, và mã INSEE là: 
| 1. Arces (17015)                       | 2. Avy (17027)                         | 3. Balanzac (17030)                 | 4. Barzan (17034)                     |
| 5. Belluire (17039)                    | 6. Berneuil (17044)                    | 7. Beurlay (17045)                  | 8. Biron (17047)                      |
| 9. Bougneau (17056)                    | 10. Boutenac-Touvent (17060)           | 11. Brie-sous-Mortagne (17068)      | 12. Brives-sur-Charente (17069)       |
| 13. Burie (17072)                      | 14. Bussac-sur-Charente (17073)        | 15. Chadenac (17078)                | 16. Chaniers (17086)                  |
| 17. Chenac-Saint-Seurin-d'Uzet (17098) | 18. Chermignac (17102)                 | 19. Chérac (17100)                  | 20. Colombiers (17115)                |
| 21. Corme-Royal (17120)                | 22. Corme-Écluse (17119)               | 23. Coulonges (17122)               | 24. Courcoury (17128)                 |
| 25. Cozes (17131)                      | 26. Cravans (17133)                    | 27. Crazannes (17134)               | 28. Dompierre-sur-Charente (17141)    |
| 29. Floirac (17160)                    | 30. Fléac-sur-Seugne (17159)           | 31. Fontcouverte (17164)            | 32. Geay (17171)                      |
| 33. Grézac (17183)                     | 34. Gémozac (17172)                    | 35. Jazennes (17196)                | 36. La Chapelle-des-Pots (17089)      |
| 37. La Clisse (17112)                  | 38. La Jard (17191)                    | 39. La Vallée (17455)               | 40. Le Chay (17097)                   |
| 41. Le Douhet (17143)                  | 42. Le Seure (17426)                   | 43. Les Essards (17154)             | 44. Les Gonds (17179)                 |
| 45. Luchat (17214)                     | 46. Marignac (17220)                   | 47. Mazerolles (17227)              | 48. Meschers-sur-Gironde (17230)      |
| 49. Meursac (17232)                    | 50. Migron (17235)                     | 51. Montils (17242)                 | 52. Montpellier-de-Médillan (17244)   |
| 53. Mortagne-sur-Gironde (17248)       | 54. Médis (17228)                      | 55. Nancras (17255)                 | 56. Nieul-lès-Saintes (17262)         |
| 57. Pessines (17275)                   | 58. Pisany (17278)                     | 59. Plassay (17280)                 | 60. Pons (17283)                      |
| 61. Pont-l'Abbé-d'Arnoult (17284)      | 62. Port-d'Envaux (17285)              | 63. Préguillac (17289)              | 64. Pérignac (17273)                  |
| 65. Rioux (17298)                      | 66. Romegoux (17302)                   | 67. Rouffiac (17304)                | 68. Rétaud (17296)                    |
| 69. Sablonceaux (17307)                | 70. Saint-André-de-Lidon (17310)       | 71. Saint-Bris-des-Bois (17313)     | 72. Saint-Césaire (17314)             |
| 73. Saint-Georges-des-Coteaux (17336)  | 74. Saint-Léger (17354)                | 75. Saint-Porchaire (17387)         | 76. Saint-Quantin-de-Rançanne (17388) |
| 77. Saint-Romain-de-Benet (17393)      | 78. Saint-Romain-sur-Gironde (17392)   | 79. Saint-Sauvant (17395)           | 80. Saint-Seurin-de-Palenne (17398)   |
| 81. Saint-Sever-de-Saintonge (17400)   | 82. Saint-Simon-de-Pellouaille (17404) | 83. Saint-Sulpice-d'Arnoult (17408) | 84. Saint-Vaize (17412)               |
| 85. Sainte-Gemme (17330)               | 86. Sainte-Radegonde (17389)           | 87. Saintes (17415)                 | 88. Salignac-sur-Charente (17418)     |
| 89. Saujon (17421)                     | 90. Semussac (17425)                   | 91. Soulignonne (17431)             | 92. Talmont-sur-Gironde (17437)       |
| 93. Tanzac (17438)                     | 94. Tesson (17441)                     | 95. Thaims (17442)                  | 96. Thénac (17444)                    |
| 97. Thézac (17445)                     | 98. Trizay (17453)                     | 99. Varzay (17460)                  | 100. Villars-en-Pons (17469)          |
| 101. Villars-les-Bois (17470)          | 102. Virollet (17479)                  | 103. Vénérand (17462)               | 104. Échebrune (17145)                |
| 105. Écoyeux (17147)                   | 106. Écurat (17148)                    | 107. Épargnes (17152)               |                                       |